# Oversvømmelserne i Spanien oktober 2024
Oversvømmelserne i Spanien oktober 2024 foregik d. 29. oktober 2024, hvor et isoleret lavtryk i stor højde forårsagede voldsom regn med mere end et års nedbør i flere områder i det sydøstlige Spanien, inklusive Valencia-regionen, Castilien-La Mancha og Andalusien.
Det forårsagede store oversvømmelser, der resulterede i mindst 161 dødsfald og store materielle skader.
I valencia døde 155, i Castilien-La Mancha døde to personer og én i Andalusien. Flere hundrede var savnede to dage efter uvejret.
Massevis af biler blev skyllet væk, og et højhastighedstog blev afsporet, men dog uden at nogle af de knap 300 passagerer kom til skade.